# Colonel Fabien
Ne doit pas être confondu avec Pierre George.
Pour les articles homonymes, voir Georges et Fabien.
Pierre Georges, dit Colonel Fabien ou « Frédo », est un militant communiste et résistant français, né le 21 janvier 1919 à Paris et mort en opération militaire le 27 décembre 1944 à Habsheim (Alsace). Il est déclaré mort pour la France.
Pierre Georges est connu pour avoir été, à l'époque de l'occupation de la France par les Allemands, l'auteur du premier attentat meurtrier contre un militaire allemand, l'aspirant de marine Alfons Moser, le 21 août 1941, à la station Barbès - Rochechouart du métro de Paris.

## Biographie

### Origines
Pierre Félix Georges est le troisième enfant d'une famille qui en compte quatre. Son père, Félix Georges, est ouvrier boulanger à Villeneuve-Saint-Georges dans la  banlieue de Paris. Sa mère, Blanche Gaillourdet, meurt de la tuberculose en 1928 alors que Pierre Georges n'a que 9 ans. Il est en partie élevé par sa sœur aînée Denise.
Après l'obtention de son certificat d'études, il travaille comme apprenti boulanger, puis il est poseur de rivets sur les chantiers de chemin de fer de Villeneuve-le-Roi et enfin ajusteur chez Breguet à Aubervilliers.

### Guerre d'Espagne
Il adhère au Parti communiste français à l'âge de 14 ans et participe à la guerre d'Espagne en s'engageant dans les Brigades internationales à 17 ans, en 1936 : il ment sur son âge pour être incorporé. Envoyé à l'école d'officiers de la base d'Albacete, il en sort en janvier 1938 avec un grade équivalent à celui de sous-lieutenant, puis de lieutenant en mars 1938, alors qu'il vient d'être grièvement blessé au ventre. Rétabli de ses blessures et d'une pneumonie, il quitte l'Espagne. Rentré en France en juin 1938, moins de cinq mois après avoir commencé à combattre, il suit les cours d’une école pour métallurgiste et redevient ouvrier dans une usine Breguet de construction d’avions.
Il est élu au comité central du Mouvement jeunes communistes de France (JC).

### Seconde Guerre mondiale
En décembre 1939, Pierre Georges, sa femme Andrée, son frère Jacques, sa belle-sœur Raymonde Le Magueresse et six autres militants, sont arrêtés pour activités communistes. Après un non-lieu prononcé le 6 mai 1940, interné administratif, il s'évade lors d'un transfert en train en juin 1940 à destination de Bordeaux au moment de l'invasion allemande en France.
De son mariage avec Andrée Coudriet, naît une fille, Monique, en 1940.
Après son évasion, Georges se rend en zone libre et reprend contact avec le Parti communiste à Marseille où il se livre à une série d'activités clandestines sous le pseudonyme de « Frédo ». Il revient en zone occupée à Paris, chargé par le Parti d'organiser le premier groupe armé des jeunesses communistes.
À la suite de l'attaque surprise de l'Union soviétique par les Allemands le 22 juin 1941, le Parti communiste s'oriente vers la lutte armée contre l'occupant : à la fin juillet 1941, Pierre Georges devient commissaire militaire de l'Organisation spéciale (OS) du PC. Il est l'adjoint du commissaire politique Albert Ouzoulias, alias « Colonel André ». Tous deux ont pour mission de recruter, former et encadrer des combattants choisis au sein des JC. C'est pourquoi, après la guerre, Albert Ouzoulias parle des « Bataillons de la jeunesse ».

#### L'attentat du métro Barbès

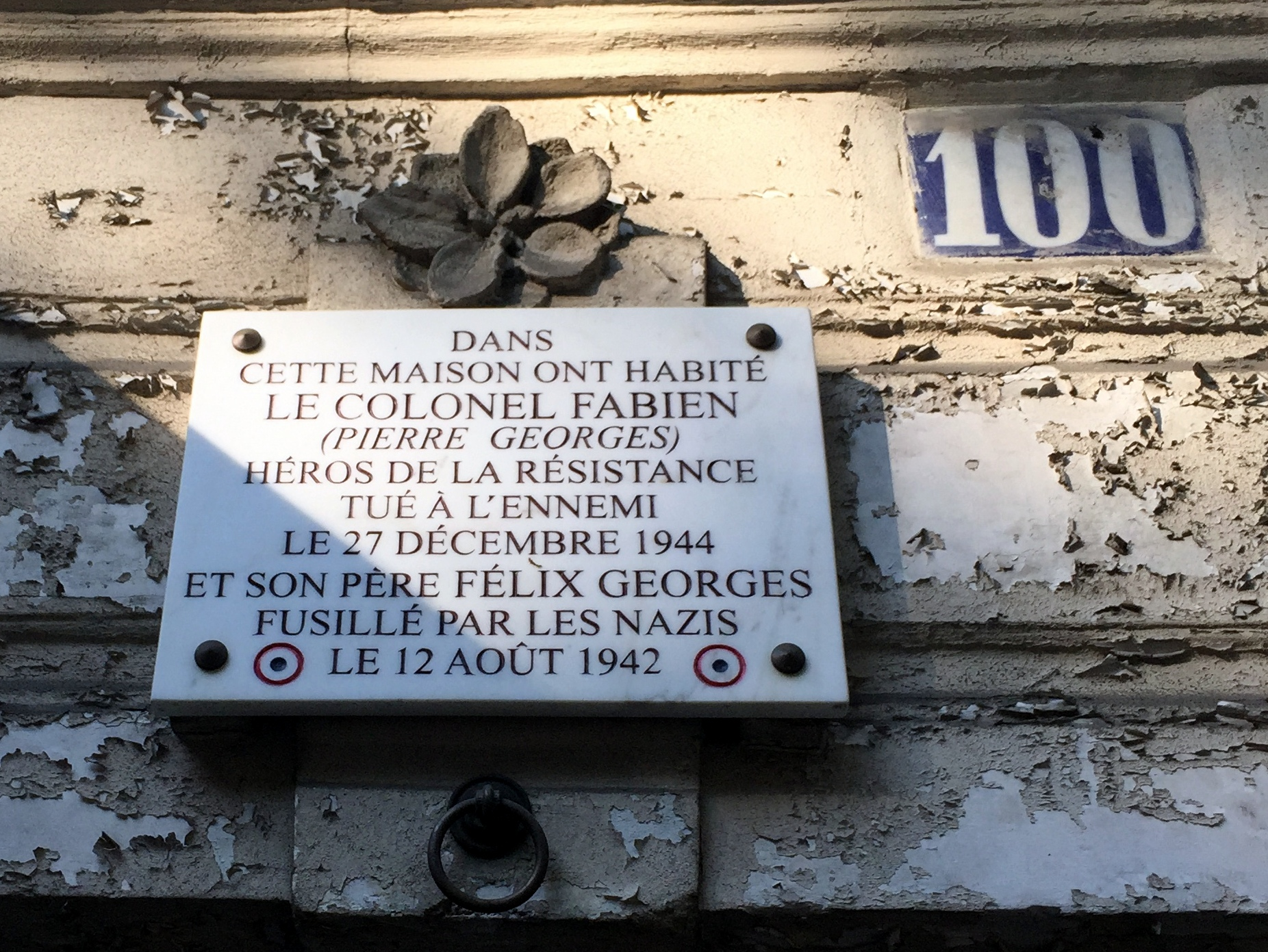
Plaque où Pierre Georges vécut avec son père, 100 boulevard de la Villette,.

Pierre Georges, qui porte à cette époque le pseudonyme de « Frédo », réalise lui-même, à titre d'exemple, ce qui est considéré comme le premier attentat meurtrier contre les troupes d'occupation, en tuant le 21 août 1941, à 8 heures du matin, un militaire de la Kriegsmarine, l'aspirant Alfons Moser, sur les quais du métro à la station Barbès - Rochechouart,. Gilbert Brustlein est présent auprès de Pierre Georges pour l'assister et assurer sa protection lors de son repli, tandis que deux autres militants — Albert Gueusquin et Fernand Zalkinow — sont aux extrémités du quai pour observer et rendre compte. La station Barbès - Rochechouart (ligne 4) a été choisie par les militants communistes en raison de la courbure prononcée de son quai (ce qui se passe à l'autre extrémité de la rame ne se voit pas) et de multiples possibilités de fuite, notamment en empruntant l'autre ligne (no 2, aérienne) qui la dessert. À un moment de leurs préparatifs, les jeunes communistes se rendent compte qu'ils pourraient tout aussi bien pousser l'Allemand sur la voie au moment où la rame entre, mais cette idée est écartée car ils ne souhaitent pas qu'on puisse penser que la mort de l'Allemand est due à un accident.
L'attentat du métro Barbès est aussi un acte de représailles contre les Allemands faisant suite à l'arrestation — lors d'une manifestation à la station de métro Strasbourg - Saint-Denis — et à l'exécution l'avant-veille dans le bois de Verrières de deux jeunes militants communistes : Samuel Tyszelman et Henri Gautherot,,.
La date du 21 est choisie en référence à l'invasion de l'Union soviétique déclenchée deux mois plus tôt à un jour près. Avec des moyens dérisoires — deux balles de 6,35 millimètres — Pierre Georges modifie d'un coup l'atmosphère parisienne. L'attentat marque l'entrée du PCF dans la résistance armée. Cet attentat des communistes et ceux qui suivent sont réalisés conformément aux ordres de Moscou, en date de juillet 1941, qui ordonne aux partis communistes d’Europe occupée, de rentrer dans la lutte armée en organisant des détachements de partisans afin d'organiser une guerre de partisans derrière les lignes ennemies et de terroriser l'ennemi dans le but d'aider l'URSS : 
- 1o en obligeant le Reich à maintenir des troupes à l'Ouest ;
- 2o en éloignant les populations occupées des occupants à la suite d’éventuelles représailles[8].

Pour la politique de représailles contre des populations civiles que cela induit, le PCF est désapprouvé par des personnalités aussi diverses que Marcel Cachin, ou des résistants comme Henri Frenay, Emmanuel d'Astier de La Vigerie ou Jean-Pierre Lévy.
Maurice Schumann, déclare le 28 août 1941 à Radio Londres : « Les coups de feu tirés par le jeune Français sont la suite logique, fatale, inéluctable de l'attentat permanent contre la Nation française par l'ennemi et ses complices […] l'attentat appelle l'attentat. »
Cet attentat est suivi de la mise en place par Vichy de tribunaux d'exception, les « sections spéciales », chargées de la répression, qui prononcent trois condamnations à mort de communistes — Émile Bastard, Abraham Trzebrucki et André Bréchet — exécutés le 28 août, et une condamnation aux travaux forcés à perpétuité, celle du journaliste communiste Lucien Sampaix, qui est néanmoins fusillé par les Allemands le 15 décembre 1941. Après cet attentat, et ceux qui suivent, Hitler ordonne l'exécution de cent otages.
Mais Otto von Stülpnagel répugne à des représailles massives parce qu'il comprend et veut déjouer l'intention politique du parti communiste. Il mise de préférence sur la traque policière des auteurs d'attentats, qui est très efficace, et sur des exécutions ponctuelles d'otages choisis parmi les personnalités communistes de premier plan, comme Gabriel Péri, et de quelques résistants gaullistes. Parmi ceux-ci figurent Honoré d'Estienne d'Orves, Jan Doornik et Maurice Barlier — condamnés à mort trois mois plus tôt — dont le courage à leur procès avait suscité l'admiration des juges du tribunal allemand. Par ailleurs, dans l'intention de tourner la population contre les « terroristes », Stülpnagel présente la résistance communiste comme étrangère, et plus précisément comme « judéo-bolchévique ». Sa répression prend donc la forme des premières rafles de Juifs, dont beaucoup sont d'origine étrangère, dans le 11e arrondissement de Paris. Les premières fusillades massives d'otages communistes, sur l'insistance expresse d'Hitler, font suite à l'attentat de Nantes, le 20 octobre 1941, où un jeune communiste de l'Organisation spéciale, Gilbert Brustlein, l'adjoint de Pierre Georges à Barbès, exécute l’Oberstleutnant Karl Hotz, chef de la Kommandantur. La plus célèbre de ces exécutions de masse, du 22 octobre 1941, est celle de Châteaubriant, dans laquelle meurt Guy Môquet.
Le 23 octobre, le général de Gaulle parle depuis Londres pour exprimer à la fois son désaccord tactique concernant ces attentats (contrairement aux communistes, il ne veut pas de guérilla urbaine en France métropolitaine) et son soutien moral : « Il est absolument normal et absolument justifié que des Allemands soient tués par les Français. Si les Allemands ne voulaient pas recevoir la mort de nos mains, ils n'avaient qu'à rester chez eux […] Mais il y a une tactique à la guerre et la guerre doit être conduite par ceux qui en ont la charge […] ». Et après les représailles allemandes, il confie à son entourage : « c'est dans ce sang que se noiera la Collaboration ».
La poursuite des attentats et l'engrenage répressif qui en résulte conduisent Otto von Stülpnagel à la démission, le 15 février 1942. Il est remplacé comme commandant militaire par son cousin Carl-Heinrich von Stülpnagel, mais l'essentiel est que les prérogatives de l'armée sont « rognées » après l'installation à compter de mai 1942 d'une délégation SS en France dirigée par Carl Oberg, allant de pair avec un renforcement de la Gestapo, organe de police SS placée de fait sous l'autorité d’Oberg. L'action des résistants communistes est surtout politique. Il s'agit d'empêcher la France de tomber dans la « collaboration loyale » voulue par Vichy. Militairement, son impact est plus limité.

#### Poursuites et maquis
Après mars 1942, et l'élimination quasi complète des premiers combattants, pris par la police française et fusillés par les Allemands, l'Organisation spéciale devient les Francs-tireurs et partisans (FTP), de recrutement plus large. Le 8 mars 1942, Pierre Georges part en Franche-Comté. Presque tous ses compagnons des JC ont été pris et exécutés, alors que lui-même est identifié et condamné à court terme s'il reste en région parisienne. Dans le Doubs, terre de forte implantation communiste et résistante dès avant sa venue, il contribue à mettre sur pied un des premiers maquis FTP sous le nom de guerre de « capitaine Henri ».
Le 14 juillet 1942, il fait exploser le transformateur électrique des usines Lip réquisitionnées par les Allemands à l'aide d'une bombe à ailette,. Dénoncé par un agriculteur tenté par la prime élevée promise pour sa capture, il est surpris par les gendarmes au Creux-de-l'Alouette avec quatre compagnons le 25 octobre 1942. Trois de ses compagnons sont pris, le quatrième s'échappe mais mourra 2 jours plus tard. Lui-même, grièvement blessé à la tête, parvient à s'enfuir.
De retour à Paris en novembre 1942, il se cache. Il est pris lors d'un contrôle de routine au métro République le 30 novembre. Après avoir été sévèrement battu dans les locaux de la Préfecture de police, il est livré à la Gestapo. Il est à nouveau interrogé sous la torture, puis passe trois mois à Fresnes. Il est transféré ensuite à Dijon, où il est jugé avec les autres maquisards du Doubs qui ont été arrêtés. Il est condamné à mort. Au lieu d'être exécuté, il est transféré au fort de Romainville en attente de déportation.
À partir de 1943, en effet, avec les revers sur le front de l'Est, les Allemands ont un tel besoin de main d’œuvre qu'ils remplacent les exécutions par des déportations. Pierre Georges parvient à s'évader avant de subir ce sort. La date de son évasion n'est pas bien établie (probablement vers la fin mai 1943). Il est alors amené à beaucoup circuler pour l'organisation des maquis FTP qui grossissent avec l'afflux des réfractaires du Service du travail obligatoire.
Il retourne dans l’Est, et participe à l'organisation de maquis dans les Vosges, dans la Haute-Saône et dans le Centre-Nord. Durant cette période, il est longtemps hébergé par l’abbé Bouveresse, curé de Montureux-lès-Baulay près de Port d’Atelier. Quand Pierre Georges devait aller dans la région parisienne où il était particulièrement recherché depuis le début de 1942, l’abbé Bouveresse lui prêtait une soutane et son bréviaire ; Pierre Georges s'était procuré une fausse carte d'identité mentionnant la condition de prêtre et indiquant qu'il était né le 22 février 1917 à Pont-à-Mousson et habitait Vesoul.

#### Libération

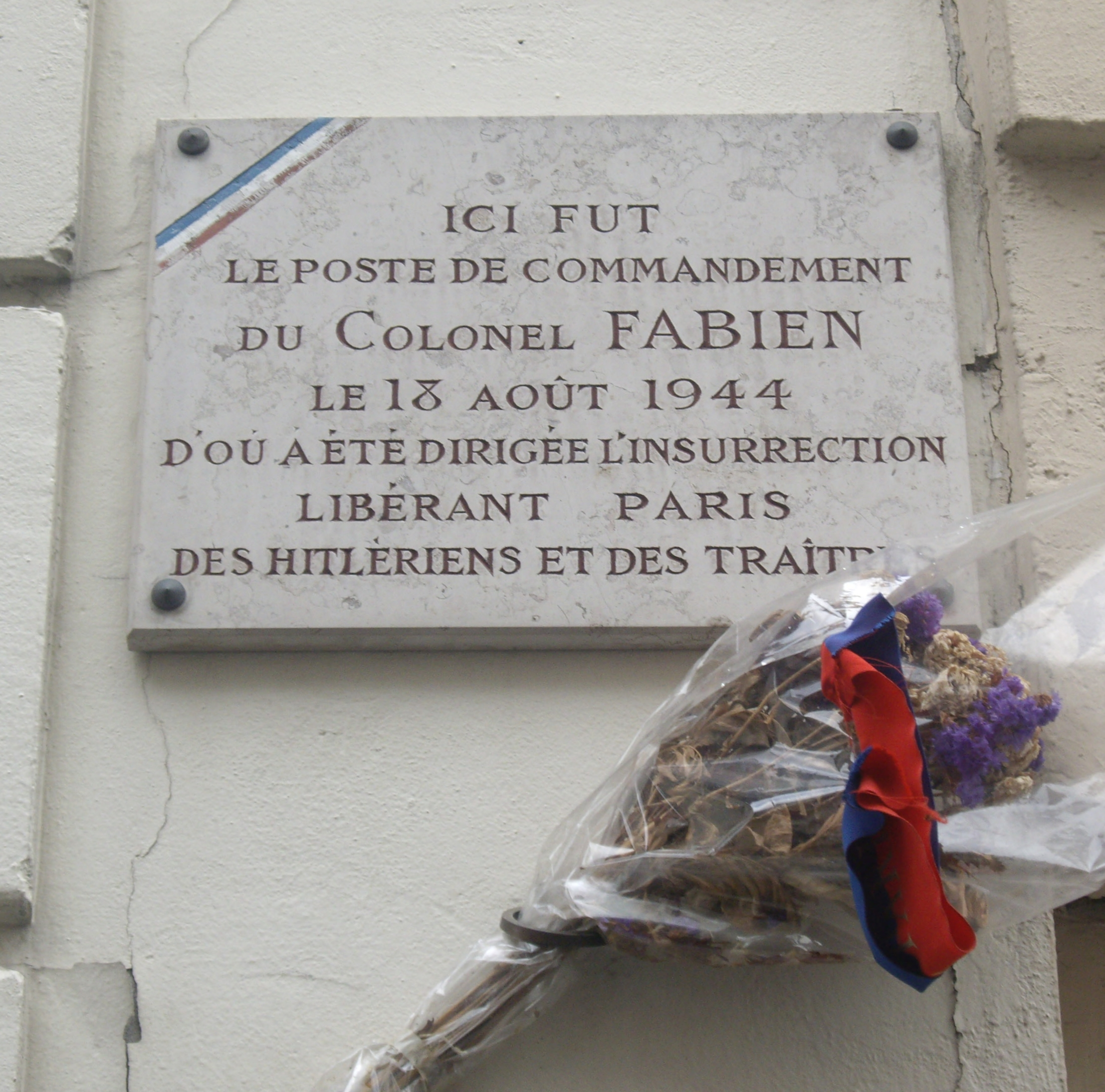
Plaque commémorative au no 34 de la rue Gandon,, marquant l'emplacement du poste de commandement de Colonel Fabien lors de la Libération de Paris

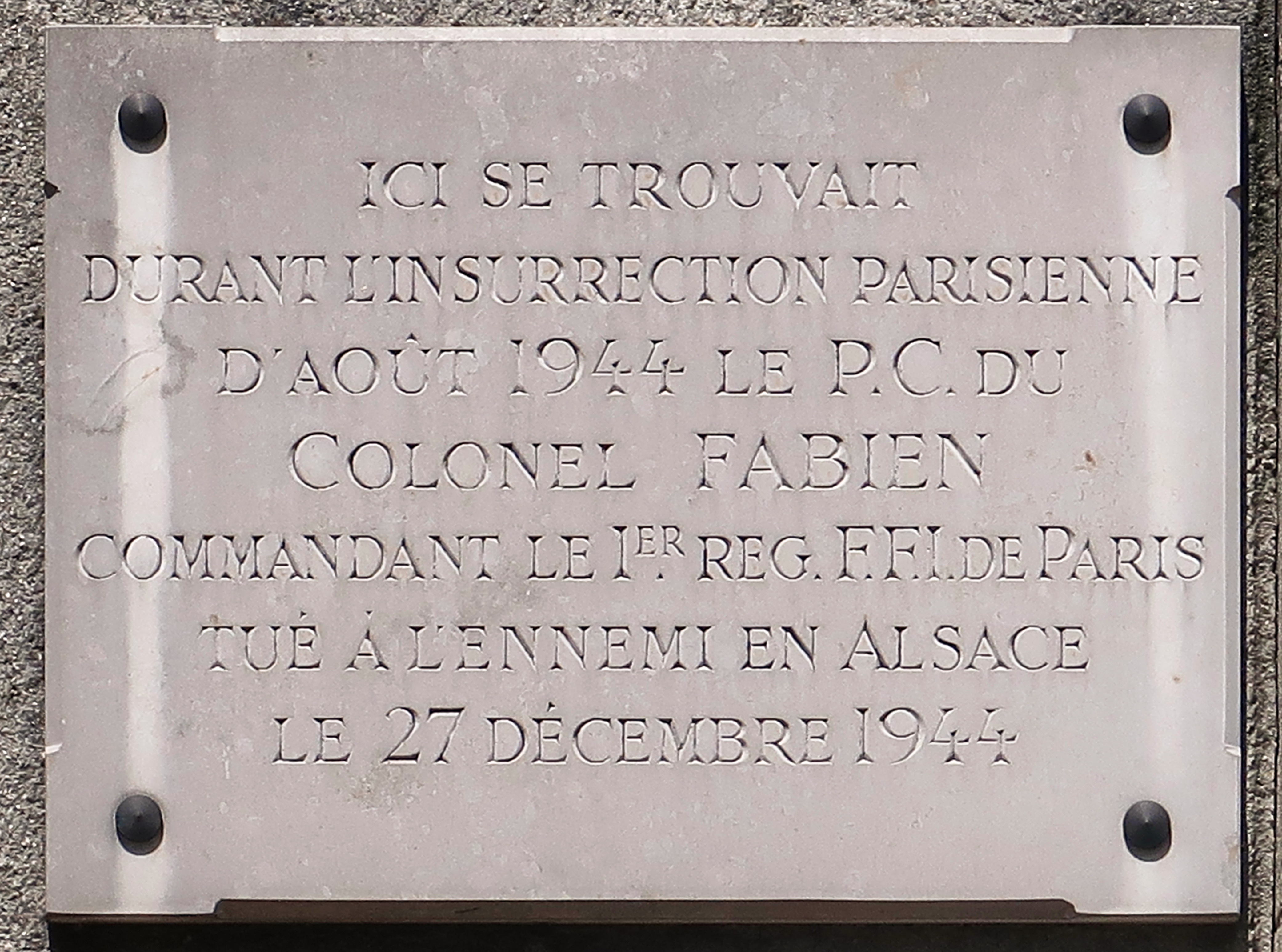
Plaque no 12 rue de l'Abbé-de-L'Épée,, signalant un autre emplacement de siège des opérations de Colonel Fabien durant la Libération de Paris.

Aux approches du débarquement de Normandie, Pierre Georges est amené à circuler dans l'Ouest de la France. Il manque d'être arrêté à nouveau lors d'une mission en Bretagne au début du printemps 1944. Son agent de liaison, Gilberte Lavaire, alias « Nicole », est capturée en allant en reconnaissance pour un rendez-vous. Ramenée à Paris, elle est interrogée et battue par les hommes de la Milice française de la rue de la Pompe. Elle s'évade à la faveur d'une alerte aérienne, et le rejoint dans sa nouvelle cache d'Arcueil.
C'est à cette époque que Pierre Georges adopte le nouveau pseudonyme de « Colonel Fabien » avec lequel il entrera dans l'Histoire. Il est alors devenu responsable FTP pour tout le sud de la région parisienne. Il participe à la libération de Paris en août 1944. Craignant le reflux à travers Paris des armées allemandes battues en Normandie et souvent contre l'attentisme des autres composantes de la Résistance, le parti communiste, à l'instigation de Charles Tillon, commissaire militaire national des FTP, appelle à l'insurrection dès le 10 août 1944 et entame des actions de harcèlement des troupes d'occupation en région parisienne et surtout en banlieue sud. Lors de ces actions, Pierre Georges reçoit une nouvelle blessure, bénigne et il ne reste que peu de temps hors de combat. Au bout de quelques jours d'escarmouches de plus en plus nombreuses, la population se soulève massivement et couvre Paris et la banlieue de barricades pour paralyser les blindés que les partisans attaquent avec des bouteilles incendiaires. La 2e DB du général Leclerc se porte sur Paris au plus vite le 22 août 1944.
Dans ce contexte, Pierre Georges, à la tête d'un groupe de FFI établit la jonction avec des éléments d'avant-garde de la 2e DB commandés par le capitaine de Boissieu et conduit avec eux la prise des quartiers parisiens de la Luftwaffe installés dans le palais du Luxembourg.
À l'automne, il rassemble un groupe de cinq cents hommes, principalement originaires de Suresnes, la Brigade de Paris, que l'on appellera aussi « les Fabiens », pour continuer la lutte contre l'Armée allemande avec les forces françaises et alliées.
Ce groupement change plusieurs fois de nom. Il est rattaché, dans un premier temps, à la division Patton, puis il devient le 151e régiment d'infanterie dans l'armée de De Lattre et combat dans l'Est de la France, puis en Allemagne. Le général de Lattre attribue aux « Fabiens » le nom du régiment qu'il commanda durant l'entre-deux-guerres
Pierre Georges cependant ne pose pas le pied en terre allemande : le 27 décembre 1944, il est tué par l'explosion d'une mine qu'il était en train d'examiner, à Habsheim près de Mulhouse,. Les circonstances exactes de sa mort restent mal établies,. Selon les mémoires de Daniel Seither, il aurait été tué en manipulant un modèle de mine qu'il estimait connaître, son acte préparant une opération de franchissement du Rhin prévue le lendemain. Son agent de liaison Gilberte Lavaire, le lieutenant-colonel Dax (Marcel Pimpaud 1912-1944), son adjoint, trois capitaines, Blanco, Lebon, Pierre Katz,, avocat de 33 ans, et un lieutenant périssent avec lui. Neuf autres personnes sont blessées par l’explosion,.

## Le sort des membres de sa famille
Félix Georges et Guillaume Scordia, père et beau-frère de Pierre Georges, ont été fusillés par les Allemands le 10 août 1942 au Mont-Valérien en représailles aux actions de la Résistance contre les forces allemandes.
Son épouse, Andrée, engagée dans la Résistance à ses côtés, fut arrêtée le 15 décembre 1942 et déportée à Ravensbrück. Elle survécut et fut rapatriée en 1945.
Monique, la fille de Pierre et Andrée née en 1940, est restée cachée, soit avec ses parents, soit dans des familles sympathisantes pendant toute la durée de la guerre, à Paris, en Normandie, dans le Doubs, et à Arcueil. Elle a publié en 2009 un ouvrage de souvenirs, Le Colonel Fabien était mon père, préfacé par Gilles Perrault.
Les deux frères de Pierre Georges, Daniel Georges (1911-1994) et Jacques Georges (1920-2014), furent également des militants et résistants communistes.

## Postérité
- L'écrivain Alphonse Boudard, qui fit partie du régiment de Fabien, en a brossé un portrait dans Le Corbillard de Jules.
- La place du Colonel-Fabien, située à la limite des 10e et 19e arrondissements de Paris, est desservie par la station de métro du même nom ; elle est bordée par l'immeuble servant de siège du Parti communiste français[d].
- Fabien Roussel, homme politique membre du Parti communiste français, a été prénommé ainsi par ses parents en hommage au résistant[27].

## Autre
- Une émission Rendez-vous avec X lui est consacrée le 25 mars 2000.
- Un livre lui est consacré pour l'anniversaire des 80 ans de son décès et intitulé Fabien dans l'Est qui est sortit le 7 décembre 2024.

## Dans la culture populaire

### Cinéma
- 1966 : Paris brûle-t-il ?, interprété par Serge Rousseau
- 1975 : Section spéciale, interprété par Jacques Spiesser

### Télévision
- 2008 : La Résistance, interprété par Igor Mendjisky
- 2014 : apparition dans la mini-série Résistance diffusée sur TF1.